# Пшимяркі (Білгорайський повіт)
Пшимяркі (пол. Przymiarki) — село в Польщі, у гміні Княжпіль Білґорайського повіту Люблінського воєводства. Населення — 207 осіб (2011).

## Історія
За даними етнографічної експедиції 1869—1870 років під керівництвом Павла Чубинського, у селі переважно проживали українськомовні греко-католики, меншою мірою — польськомовні римо-католики.
У 1975—1998 роках село належало до Замойського воєводства.

## Демографія
Демографічна структура станом на 31 березня 2011 року:
|          | Загалом | Допрацездатний вік | Працездатний вік | Постпрацездатний вік |
| -------- | ------- | ------------------ | ---------------- | -------------------- |
| Чоловіки | 108     | 29                 | 72               | 7                    |
| Жінки    | 99      | 20                 | 58               | 21                   |
| Разом    | 207     | 49                 | 130              | 28                   |